# Ivouani
Ivouani är en ort i Komorerna.   Den ligger i distriktet Grande Comore, i den nordvästra delen av landet, 40 km norr om huvudstaden Moroni. Ivouani ligger 21 meter över havet och antalet invånare är 1 317. Den ligger på ön Grande Comore.
Terrängen runt Ivouani är varierad. Havet är nära Ivouani åt nordost.  Närmaste större samhälle är Mitsamiouli, 12,0 km väster om Ivouani. 